# Anneksion
Anneksion eller annektering er en indlemmelse af et landområde i en anden stat. I folkeretten anvendes begrebet, når en stat ensidigt erklærer en varig udvidelse af sit territorium. En anneksion er i almindelighed uretmæssig, men gennemføres den, vil den i det lange løb blive virkningsfuld.

## Etymologi
Ordet kommer af det latinske annectere, der igen er dannet af ad- "til" og nectere "knytte, sammenbinde".

## Eksempler på historiske annekteringer
- Begrebet blev formodentlig brugt første gang af Napoleon III i 1860 i forbindelse med Savoyens indlemmelse i Frankrig.
- Opdelingen af Antarktis først i 1900-tallet, senere tilpasset i henhold til Antarktistraktaten fra 1959.
- Preussens annektering af Slesvig (≈Sønderjylland) og Holsten efter det preussisk-østrigske kondominat i 1866.
- Østrig-Ungarns annektering af Bosnien-Hercegovina med tilladelse fra Berlinerkongressen i 1878.
- Chiles annektering af dele af Atacamaørkenen fra Bolivia.
- Frankrigs annektering af Madagaskar i 1896 (efter at have været et protektorat siden 1885).
- Englands annektering af Transvaal og Oranje, som senere udløste Anden Boerkrig, 1899 til 1902.
- Japans annektering af Korea i 1910.
- Italiens annektering af Tripoli i 1911.
- Norges annektering af Eirik Raudes Land i 1931 – 1932.
- Nazi-Tysklands annektering af Sudeterlandet og Østrig (Anschluss), samt annektering af Vestpolen, 1939.
- Sovjetunionens annektering af de baltiske lande, den 15. juni 1940.
- Sovjetunionens annektering af Königsberg (Kaliningrad) og Østpolen efter 2. verdenskrig.
- Kinas annektering af Tibet i 1950, af Hongkong i 1997 og Macao i 1999.
- Storbritanniens annektering af den ubeboede klippeø Rockall i 1955.
- Israels annektering af dele af Vestbredden i 1956.
- Indiens annektering af det portugisiske territorie Goa på den Indiske halvø.
- Israels annektering af dele af Vestbredden i 1967.
- Marokkos annektering af Vestsahara i 1975.
- Ruslands annektering af Krim i 2014.